# Atina Johnston
Atina Johnston (născută Ford; n. 12 octombrie 1971, Regina, Saskatchewan, Canada) este o jucătoare de curl ce a reprezentat Canada, medaliată olimpică. A participat la o ediție a Jocurilor Olimpice (1998) în care a câștigat o medalie de aur.

## Participări
Lista de mai jos prezintă principalele competiții la care a participat Atina Johnston de-a lungul carierei.
- curling at the 1998 Winter Olympics[*]